# ジェームズ・ランボー
ジェームズ・ランボー (英: Dr. James Rumbaugh、1947年8月22日 - ) は、アメリカ合衆国のソフトウェア技術者である。
オブジェクト指向のソフトウェア工学の分野で活動している。
オブジェクト指向ソフトウェア開発方法論 OMT (Object Modeling Technique; オブジェクトモデル化技法) とその後継となる Unified Process (UP)、ソフトウェア開発のためのモデリング言語 UML (Unified Modeling Language; 統一モデリング言語) の開発において、大きな役割を果たしてきた。

## 経歴
1947年にアメリカ合衆国ペンシルベニア州のベスレヘム市で生まれる。
マサチューセッツ工科大学 (MIT) で物理学を専攻し学士号を取得。
カリフォルニア工科大学 (CalTech) で天文学を専攻し修士号を取得。
MIT でコンピュータ科学を専攻し博士号 (Ph.D.) を取得。
25年以上の間にわたって、GE (ゼネラル・エレクトリック社) の研究開発センターに勤務した。
1994年に、GE からグラディ・ブーチが在籍する Rational Software に移籍した。
2003年に Rational Software が IBM に買収されて IBM の一部門となった後も、ランボーは引続き IBM Rational 部門に上席技術者として在籍していたが、2006年に IBM を退職した。

## 業績
ジェームズ・ランボーは、とりわけ、オブジェクト指向モデリングの分野での業績が広く知られている。
1975年に発表した博士論文 A Parallel Asynchronous Computer Architecture For Data Flow Programs で、データフロー指向のコンピュータ・アーキテクチャの基礎を論述した。
多くの人々より、ランボーはコンピュータアーキテクチャの考案者の一人と評価されている。
GE (ゼネラル・エレクトリック社) に勤めている時期にランボーは他の人々とともに行ったこととして、次の業績が知られている。
- オブジェクト指向プログラミング言語 DSM の開発
- オブジェクト指向ソフトウェア開発方法論 OMT (Object Modeling Technique; オブジェクトモデル化技法) の開発
- OMT のモデル図を編集する最初のグラフィカルなツール (ソフトウェア) の開発

ランボーたちは著書『オブジェクト指向方法論OMT モデル化と設計』 (原著は1990年刊、邦訳は1992年刊) で OMT を説明している。

### UMLとラショナル統一プロセス
ジェームズ・ランボーは、グラディ・ブーチとイヴァー・ヤコブソンとともに行った次の業績で、広く知られている。
- ソフトウェア開発のためのモデリング言語 UML (Unified Modeling Language; 統一モデリング言語) の最初期の版の開発
- Unified Process (UP) の開発

ランボーは現在も UML の開発に関わっている。
ランボーを含めたこの3人は、スリーアミーゴスとして言及されることがある。
1994年にランボーは、GE からグラディ・ブーチが在籍する Rational Software に移籍した。
さらに1995年には Rational Software が、イヴァー・ヤコブソンが在籍する Objectory AB を買収した。
Rational Software において、ランボーとブーチとヤコブソンは、それぞれが提唱していたオブジェクト指向ソフトウェア開発方法論を統合する作業に着手した。
それまで、オブジェクト指向開発方法論として、ランボーは OMT を、ブーチはBooch法を、ヤコブソンはOOSEを提唱し、それぞれ独自の開発手法とモデル図の記法を規定していた。
Rational Software で開発方法論を統合する作業の過程で、モデル図の記法と開発手法をまとめて統一するのではなく、モデル図の記法の統一と開発手法の統一の2つの作業に分割して、作業する方針を採ることになった。
- 統一したモデル図の記法の名前は UML (Unified Modeling Language; 統一モデリング言語) といい、OMG (Object Management Group) のもとで Rational Software は他の企業の人々と共同で開発を引き続き行い、1997年に UML 1.1 として標準化された。OMT のモデル図の概念と記法の多くが UML に引き継がれている。ランボーは、OMG が UML 1.x の後継となる UML 2.0 の仕様を標準化する際にも、UML 2.0 標準化チームの一人として参加して大きな役割を果たした。2007年現在の UML の最新版は UML 2.0/2.1 であり、現在も OMG のもとで開発が進められている。
- 開発手法は、Booch法とOOSEとともに、Rational Software のもとで Unified Process (UP) に統合された。

UMLの策定と Unified Process の開発においては、Rational Softwareに在籍していたランボー、ブーチ、ヤコブソンなどの人々が、大きな役割を果たした。
Rational Software は、Unified Process (UP) をもとにしてラショナル統一プロセス (RUP; Rational Unified Process) を開発した。
Unified Process およびラショナル統一プロセスではモデル図の記法 (モデリング言語) として UML を採用している。
現在、UML は情報技術で広く普及している。ラショナル統一プロセスを含む多くのソフトウェア開発手法で、モデリング言語として採用されている。ソフトウェア開発で使われる事例、情報技術の技術書で使われる事例が多い。

### OMTとUML
詳細はOMT、UMLを参照
先述したとおり、OMT のモデル図の概念と記法の多くが UML (Unified Modeling Language; 統一モデリング言語) に引き継がれている。
OMT (Object Modeling Technique; オブジェクトモデル化技法) は、オブジェクト指向ソフトウェア開発方法論であり、1990年頃にジェームズ・ランボー、マイケル・ブラハ、ウィリアム・プレメラニ、フレデリック・エディ、ウィリアム・ローレンセンなどの人々によって開発された。
- システムの静的な構造を記述するオブジェクトモデル図は、UML のクラス図と良く似ている。
- システムの動的な側面を記述する状態図には、デヴィッド・ハレルの状態遷移図を採用しており、UML の状態機械図 (状態遷移図) と良く似ている。
- システムの各機能を記述するデータフロー図には、伝統的なデータフロー図を採用している。データフロー図には、データの流れ (データフロー) やデータを扱うプロセスなどを記述する。UML のアクティビティ図は、データフロー図とあまり似ていないが、オブジェクトフローやコントロールフローを活用することで、データフロー図と同等以上の記述能力をもつ。

## 著書
- J. Rumbaugh, A Parallel Asynchronous Computer Architecture For Data Flow Programs, MIT-LCS-TR-150, 1975 (ジェームズ・ランボーの博士論文)
- James Rumbaugh, Michael Blaha, William Premerlani, Frederick Eddy, William Lorensen, Object-Oriented Modeling and Design, Prentice Hall, 1990, ISBN 0-1362-9841-9
J.ランボー、M.ブラハ、W.プレメラニ、F.エディ、W.ローレンセン、羽生田栄一ほか訳、『オブジェクト指向方法論OMT モデル化と設計』、トッパン、1992年、ISBN 4-8101-8527-3
- J.Rumbaugh, OMT Insights: Perspectives on Modeling from the Journal of Object-Oriented Programming, Cambridge University Press, 1996, ISBN 0138469652
- グラディ・ブーチ、ジェームズ・ランボー、イヴァー・ヤコブソン、羽生田栄一 (監訳)、オージス総研オブジェクト技術ソリューション事業部 (訳)、『UMLユーザーガイド』、ピアソンエデュケーション、1999年 ISBN 4894711559
Grady Booch, James Rumbaugh, Ivar Jacobson, The Unified Modeling Language User Guide (2nd Edition), Addison-Wesley Professional, 2005, ISBN 0321267974
- イヴァー・ヤコブソン、ジェームズ・ランボー、グラディ・ブーチ、日本ラショナルソフトウェア株式会社 (訳)、藤井拓 (監修)、『UMLによる統一ソフトウェア開発プロセス オブジェクト指向開発方法論』、翔泳社、2000年 ISBN 4881358367
Ivar Jacobson, Grady Booch, James Rumbaugh, The Unified Software Development Process, Addison-Wesley Professional, 1999, ISBN 0201571692
- ジェームズ・ランボー、グラディ・ブーチ、イヴァー・ヤコブソン、石塚圭樹 (監訳)、日本ラショナルソフトウェア株式会社 (訳)、『UMLリファレンスマニュアル』、ピアソンエデュケーション、2002年、ISBN 4894712679
James Rumbaugh, Ivar Jacobson, Grady Booch, The Unified Modeling Language Reference Manual (2nd Edition), Addison-Wesley Professional, 2004, ISBN 0321245628
- Michael Blaha, James Rumbaugh, Object-oriented Modeling And Design With Uml (2nd Edition), Prentice Hall, 2004, ISBN 0131968599